# Premios Luca Prodan a la música independiente
Premios Luca Prodan a la música independiente é um prêmio musical argentino. Teve sua primeira realização no ano de 2009.
O nome do prêmio é uma homenagem ao músico Luca Prodan, morto em 1987.

## Prêmios
- Premios Luca Prodan a la música independiente de 2009
- Premios Luca Prodan a la música independiente de 2010
- Premios Luca Prodan a la música independiente de 2011
- Premios Luca Prodan a la música independiente de 2012
- Premios Luca Prodan a la música independiente de 2013